# Connell
Connell és una població dels Estats Units a l'estat de Washington. Segons el cens del 2000 tenia 2.956 habitants.

## Demografia
Segons el cens del 2000, Connell tenia 2.956 habitants, 766 habitatges, i 602 famílies. La densitat de població era de 399,1 habitants per km².
Dels 766 habitatges en un 48,8% hi vivien nens de menys de 18 anys, en un 61,1% hi vivien parelles casades, en un 11,4% dones solteres, i en un 21,3% no eren unitats familiars. En el 17,4% dels habitatges hi vivien persones soles el 7,6% de les quals corresponia a persones de 65 anys o més que vivien soles. El nombre mitjà de persones vivint en cada habitatge era de 3,17 i el nombre mitjà de persones que vivien en cada família era de 3,59.
Per edats la població es repartia de la següent manera: un 31,4% tenia menys de 18 anys, un 12,2% entre 18 i 24, un 32,4% entre 25 i 44, un 18,3% de 45 a 60 i un 5,7% 65 anys o més.
L'edat mediana era de 29 anys. Per cada 100 dones de 18 o més anys hi havia 160,3 homes.
La renda mediana per habitatge era de 33.992 $ i la renda mediana per família de 38.309 $. Els homes tenien una renda mediana de 30.129 $ mentre que les dones 24.444 $. La renda per capita de la població era de 12.600 $. Aproximadament el 15,9% de les famílies i el 19,5% de la població estaven per davall del llindar de pobresa.

## Poblacions més properes
El següent diagrama mostra les poblacions més properes.